# .eg
A .eg Egyiptom internetes legfelső szintű tartomány kódja. Csak úgy lehet valakinek .eg végű weboldala, ha van az országban képviselete.

## Másod szintű tartományok
Az országban nyolc második szintű tartomány van, a regisztráció ezek alá lehetséges. Ezek:
- eun.eg: Egyiptomi Egyetemek Hálózata
- edu.eg: oktatási oldalak
- sci.eg: tudományos oldalak
- gov.eg: kormányzati oldalak
- com.eg: kereskedelmi szervezetek
- org.eg: egyiptomi szervezetek
- net.eg: hálózatok
- mil.eg: hadsereg